# 埃澤奎埃爾·雷斯卡爾達尼
埃澤奎埃爾·雷斯卡爾達尼（西班牙語：Ezequiel Rescaldani；1992年6月11日—）是一位阿根廷足球運動員。在場上的位置是前鋒。他現在效力於西班牙足球甲級聯賽球隊馬拉加足球俱樂部。他是在2014年1月31日加盟馬拉加的。 